# سيليا كابسيس
فاسيليكي سيليا كابسيس (اليونانية: Βασιλική Σίλια Καψή؛ من مواليد 5 ديسمبر 2006) مغنية وراقصة وممثلة أسترالية-يونانية وقبرصية. مثلت قبرص في مسابقة الأغنية الأوروبية 2024 بأغنية "كذاب".